# 化猫遊女

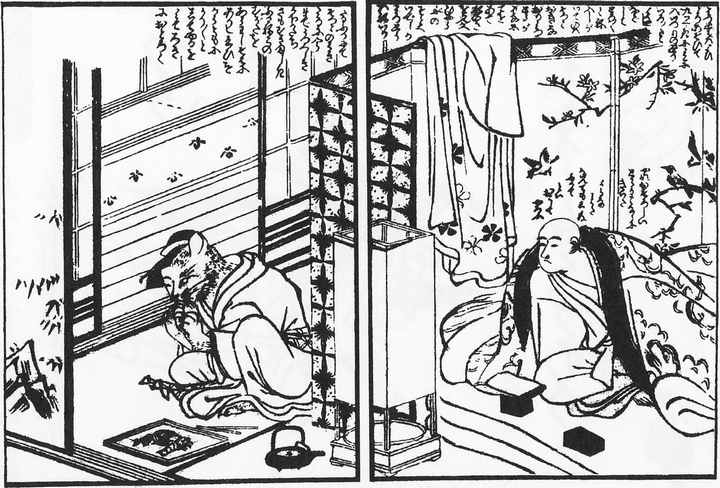
鳥居清長画『化物世櫃鉢木』。夜中に遊女が化け猫に姿を変え、エビを齧っている場面。

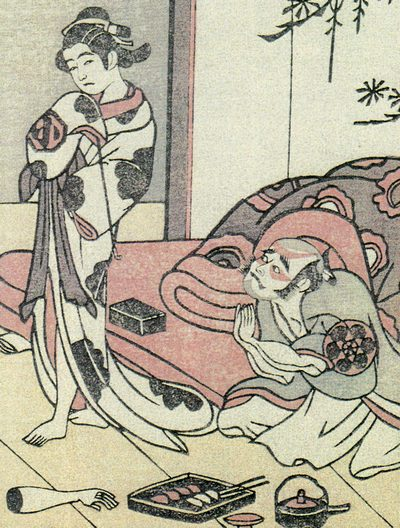
鳥居清経画『花相撲源氏張胆』。遊女の足元に食べ残しらしき人間の腕が転がっている。

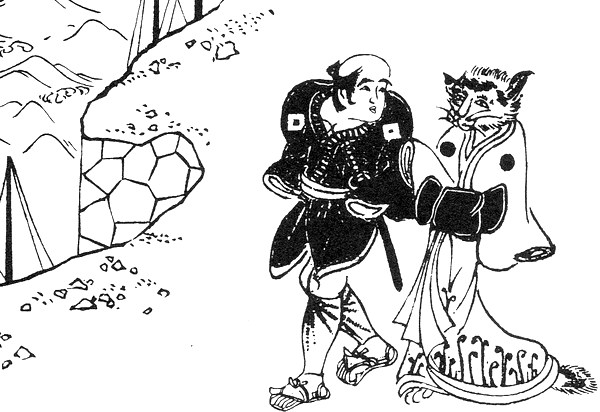
磯田湖龍斎画『売言葉』。品川の海のそばを歩く化猫遊女。

化猫遊女（ばけねこゆうじょ）は、江戸時代の日本の黄表紙、洒落本、咄本、歌舞伎などに登場して人気を博していたキャラクターの一つ。当時の品川宿で起きていた「化け猫の飯盛女がいる」という風説をもとに創作されたキャラクターであり、普段は遊廓に勤めている遊女が、深夜になると化け猫に姿を変えるというものである。

## 概要
化猫遊女の典型的な描かれかたは、遊郭で遊女と客が一夜をともにし、客が寝入った後に遊女がこっそりと起き、客が気づくと、遊女がネコの顔と人型の体を持つ化け猫に姿を変え、こっそりと食べ物を食べているというものである。
1781年（天明元年）の黄表紙『化物世櫃鉢木』、および同書と他書との改題合成本である1802年（享和2年）の『化物一代記』では、品川宿の遊廓で深夜に客が遊女部屋を覗くと、井出野という馴染みの遊女が化け猫に姿を変えてエビを頭からガリガリと齧っている場面がある。この化け猫は、狩人に殺された親の家を相続したいと化け修行をしている、親孝行な娘とされている。1798年（寛政10年）の『腹鼓臍噺曲』にも同様に、化け猫に姿を変えた遊女がエビを齧っている姿を客が目撃する場面があり、1775年（安永4年）の歌舞伎『花相撲源氏張胆』では、化猫遊女が魚を食べ散らかす場面がある。
こうした魚介類を食べるもののみならず、人間を食べる物騒な化猫遊女もいる。前述の『花相撲源氏張胆』を描いた1775年（安永4年）の狂言絵本には、遊女の足元に食べ残しとおぼしき人間の腕が転がっている場面があり、1796年（寛政8年）の黄表紙『小雨衆雨見越松毬』では、客が遊女部屋を覗くと、遊女が人間の腕を齧っている場面がある。ただし後者では、遊女は化け猫ではなく人間の姿のままで描かれており、人間の腕と見えたものはサツマイモの見間違いにすぎなかったというオチがついている。

## 発祥
江戸当時、品川宿の伊勢屋という宿場に化け猫の飯盛女がいるという噂が立ったことが発祥とされる。1776年（安永5年）の咄本『売言葉』に「猫また」と題した話が2話あり、「此ごろ猫またざたの気味わるく」とあることから、1775年（安永4年）以前にこうした風説が存在していたものと見られている。1788年（天明8年）の洒落本『一目土堤』にも「化物伊勢屋は南駅（しながわ）の。猫が臑（かいな）を神田の台」とあり、1789年（寛政元年）の洒落本『まわし枕』にも「品川の倉田にて年を経し一疋のとら猫女郎と化たるためしもあり」とあり、実際に化け猫がいたかどうかはともかく、そうした噂話自体は確かに実在したようである。品川宿は田舎侍や坊主たち相手の遊廓として人気を博していたが、こうした噂が江戸中に広まるにつれて伊勢屋が「化物伊勢屋」「お化け伊勢屋」と呼ばれるようになった。1801年（享和元年）の品川細見『ぶら提灯』に「伊勢屋」が2件登載されている通り、「伊勢屋」の名は平凡な屋号であるため、ほかの伊勢屋と区別するために「化物伊勢屋」などの名が定着したようで、後年の時代小説『半七捕物帳』でも1862年（文久2年）の時代設定で「品川の伊勢屋……といっても例の化（ばけ）伊勢屋ではありません」という台詞があり、5代目古今亭志ん生の所演による『品川心中』にも「品川にはいい貸座敷がありました。土蔵相模、島崎、お化け伊勢屋」とある。
こうした風説が安永・天明期（1772年から1788年まで）にかけてキャラクター化されて黄表紙などに登場し、それらの作品の中で実際の品川の噂話とはまったく関係ない姿で描かれるようになり、キャラクターとして一人歩きを始めたものが化猫遊女である。前述の『化物世櫃鉢木』でも、化猫遊女を覗き見た客が「どこかで話に聞いたようなことだ」と台詞を言う場面があり、現実に品川でそのような噂話があったことを示している。伊勢屋の飯盛女の名は「野」で終わっていたため、『化物世櫃鉢木』の井出野をはじめ、化猫遊女も「野」で終わる名のことが多い。
このように遊女が化け猫にたとえられたのは、遊女が「寝子（ねこ）」の別名で呼ばれたことや、実際にネコを飼う遊女が多かったこと、周囲から隔離された遊郭は非現実的な空間であり、その中にいる遊女はある意味で妖しげ存在であったこと、そうした妖しげな遊女像にネコという動物の持つ神秘性が結びついたこと、遊郭で女性が閉じ込められて閉鎖された環境では陰湿な感情が蓄積されて妖怪伝承のもととなりやすかったこと、さらに加えて、遊女が客の前で食事をとるのは失礼にあたったため、廊下や下卑蔵部屋（遊女たちの食事部屋）などでこっそりと食事をとっており、そうした場面を偶然目撃した者は不気味な光景に映っていたであろうことが理由として考えられている。品川にほど近い増上寺では、1852年（嘉永5年）に住職が戒律を破り、医者に扮して吉原遊廓で遊女と戯れていた事件があり、「化ける」ということと品川の地が結びついていたと見る向きもある。
また、昭和以降の化け猫映画には「夜中に行灯の油を嘗める」という典型的な場面があるが、夜中に食べ物を食べる化猫遊女の姿がその原型だとの説もある。